# Эльман, Ильвад
Ильвад Эльман (сомал. Ilwaad Elman; род. 1990, Могадишо) — сомалийско-канадская правозащитница и общественная деятельница. Работает в «Центре мира и прав человека имени Эльмана» в Могадишо вместе со своей матерью Фартун Адан, основательницей неправительственной организации. На церемонии вручения наград Africa Youth Awards 2016 года была признана молодой африканской личностью года (среди женщин).

## Биография
Родилась в 1989 или 1990 году в Могадишо, Сомали. Одна из четырёх дочерей в семье покойного предпринимателя и активиста Эльмана Али Ахмеда и общественной активистки Фартун Адан. Её отец был ярым борцом за мир в 1990-х годах, придумал знаменитый в Сомали девиз: «Брось пистолет, возьми ручку». Был убит в 1996 году за свою правозащитную деятельность и по сей день известен как «Сомалийский отец мира».
Вернулась из Канады в Сомали в 2010 году, когда гражданская война все ещё бушевала, и большинство Могадишо и южно-центральных регионов Сомали были под контролем связанной с «Аль-Каидой» террористической группировки «Харакат аш-Шабаб». С тех пор остаётся в Сомали вместе со своей матерью Фартун Адан, выступая соучредителем первого кризисного центра для жертв сексуального и гендерного насилия, разрабатывая меры, направленные на реформу сектора безопасности, чтобы создать инклюзивное пространство для женщин в построении мира, а также разрабатывает программы для разоружения и реабилитации детей-солдат и взрослых, дезертировавших из вооружённых группировок, для расширения их социально-экономических прав, реабилитации и реинтеграции.
20 ноября 2019 года местные власти подтвердили, что её сестра Алмас Эльман, которая также вернулась в Сомали в качестве сотрудника по оказанию помощи, была застрелена в машине недалеко от аэропорта Могадишо.

## Карьера
В честь своего мужа Фартун Адан и их дети основали «Центр мира и прав человека имени Эльмана» в Могадишо. Фартун Адан является исполнительным директором общественной организации, а вместе с ней работает их дочь Ильвад, которая занимает там должность директора по программам и развитию. Отвечает за разработку и контроль программ «Центра мира и прав человека имени Эльмана», основное внимание уделяется: правам человека, гендерному равенству, защите гражданского населения, миру и безопасности, социальному предпринимательству. Также помогает управлять «Сестрой Сомали», дочерней компанией «Центра мира и прав человека имени Эльмана». Это первая в Сомали программа помощи жертвам гендерного насилия: предоставляет консультации, медицинскую и жилищную поддержку нуждающимся женщинам. Работа центра помогла повысить осведомленность по этой проблеме на местном уровне и способствовала изменениям в государственной политике. Проводила образовательные семинары для уязвимых членов общества, а также разработала и реализовала проекты, продвигающие альтернативные возможности получения средств к существованию как для молодых, так и для пожилых людей.
В середине 2012 года в Могадишо прошла первая в истории конференция «Технологии, развлечения, дизайн» (TEDx). Мероприятие было организовано «Первым сомалийским банком» с целью продемонстрировать потенциальным сомалийским и международным инвесторам улучшения в бизнесе, развитии и безопасности. Ильвад выступила в качестве приглашенного докладчика, где объяснила роль «Сестры Сомали» в процессе постконфликтного восстановления страны.
В 2011 году Ильвад Эльман представляла Сомали во время кампании «Поднимитесь, выскажитесь» на горе Килиманджаро. Мероприятие было организовано организацией UNite Africa в рамках структуры «ООН-женщины» и завершилось обязательством участников положить конец насилию в отношении женщин и девочек.
В 2013 году снялась в документальном фильме «Сквозь огонь» вместе с Хавой Абди и Эдной Адан Исмаил. Также появилась в фильме 2014 года «Прямой эфир из Могадишо», в котором рассказывается о Фестивале музыки и мира в городе в марте 2013 года. Организованный ансамблем Waayaha Cusub и филантропом Биллом Брукманом, стал первым международным музыкальным фестивалем, проведённым в столице Сомали за последние годы.
Помимо своих обязанностей в «Центре мира и прав человека имени Эльмана» Ильвад Эльман является сторонником инициативы фонда Кофи Аннана под названием «Чрезвычайно вместе», в рамках которой она и девять других молодёжных лидеров под руководством Кофи Аннана предотвращают насильственный экстремизм, вдохновляя: привлечение и расширение прав и возможностей молодежи во всем мире.
В эксклюзивном репортаже в мае 2016 года издание The Washington Post отметило роль «Центра мира и прав человека имени Эльмана» в реабилитации мальчиков, которые были освобождены от службы в качестве детей-солдат для полевых командиров, но затем их тайно завербовали для службы в качестве шпионов нового разведывательного агентства Сомали.

## Награды
- Международная премия активиста Глейтсмана 2015 года, «Центр общественного лидерства» Гарвардской школы Кеннеди[18];
- Премия Right the Wrongs, 2016 год, «Оксфам»;
- Премия «Молодая африканская женщина 2016 года»;
- 100 самых влиятельных молодых африканцев 2017 года[19];
- Обладатель премии BET Global Good Star Award 2017 года[20];
- Финалист премии «Аврора»[21] за пробуждение человечества;
- Вошла в список 100 женщин «Би-би-си», объявленный 23 ноября 2020 года[22].

## Другие награды
В 2014 году Государственный департамент США назначил Ильвад Эльман стипендиатом «Инициативы молодых африканских лидеров». В 2018 году её пригласили принять участие в «Программе международных лидеров» Форин-офиса Великобритании.